# Johann Stockhammer
Johann Stockhammer (* 4. September 1960 in Laufen, Oberbayern) ist ein deutscher Designer, Professor für Modedesign und Dekan an der Hochschule Pforzheim.

## Leben
Stockhammer wuchs in Fridolfing-Eberding auf, einem kleinen Dorf im Landkreis Traunstein. Nach der Ausbildung zum Damen- und Herrenschneider besuchte er die Fachakademie für Mode und Schnitttechnik Müller & Sohn in München. Parallel dazu arbeitete er ab 1983 bei Chamara als Design-Assistent des Inhabers Albert Fuchs. Stockhammer hatte maßgeblichen Anteil daran, dass Chamara 1984 den Münchner Modepreis erhielt. Aus diesem Grund konnte er bei der kommenden Kollektion die künstlerische Leitung der Meisterklasse an der Münchner Meisterschule für Mode übernehmen.
1986 verließ er Chamara und wurde nach einer halbjährigen Auszeit in Italien erster Assistent des Münchner Modedesigners Manfred Schneider. Nach dessen Tod übernahm er dort 1988 die Position des Chefdesigners; die Kollektion hieß ab diesem Zeitpunkt „Manfred Schneider by Johann Stockhammer“.
Im Jahr 1993 machte sich Stockhammer in München selbstständig mit der eigenen Kollektion Johann Stockhammer, die er in Düsseldorf, Paris und Tokio zeigte und sofort international erfolgreich positionieren konnte. 1994/95 übernahm er nochmals für ein Jahr die künstlerische Leitung der Meisterklasse an der Meisterschule für Mode in München.
Zum ausgehenden Jahrtausend löste Stockhammer sein Unternehmen in München auf und zog in die Toskana – zunächst nach Moncioni, Provinz Arezzo, später nach Figline Valdarno, Provinz Florenz. Dort wurde er ab Frühjahr 2000 bis 2008 Creative Director der deutsch-italienischen Leder- und Modemarke Etienne Aigner. Er war maßgeblich für deren Neupositionierung verantwortlich und forcierte die Teilnahme bei den Shows der Milano Moda Donna in Mailand. Daneben zeigte er die Kollektionen von Aigner auch in außergewöhnlichen internationalen Shows wie zum Beispiel 2004 an der Uferpromenade Bund in Shanghai, 2006 der Cavenagh Bridge in Singapur, 2007 der Golden Hall in Peking.
2008 ging er zurück nach Deutschland. Seither lebt er wieder in München und lehrt an der Hochschule Pforzheim. Dort übernahm er 2008 die Professur für Kollektionsgestaltung im Studiengang Mode und gründete 2011 den Studiengang Accessoire Design. Seit September 2019 ist er der Dekan der Fakultät für Gestaltung.

## Videos Show Mailand
- Backstage Sommer 2007 Milano mit Interview. Abgerufen am 4. Juni 2022.
- letzte Stockhammer-Show Milano. Abgerufen am 4. Juni 2022.